# Binko
Binko is een gemeente (commune) in de regio Koulikoro in Mali. De gemeente telt 19.900 inwoners (2009).